# Akademia Hanlin
Akademia Hanlin (Hanlin Yuan) – jedna z najwyższych instytucji edukacyjnych i państwowych w Chinach cesarskich, od czasów dynastii Tang do Qing, łącząca w sobie cechy ciała doradczego, think tanku, redakcji naukowej i biura prawnego. Do Akademii przyjmowano uczonych konfucjańskich, którzy z najlepszymi wynikami zdali egzaminy urzędnicze na najwyższy stopień jinshi. Wielu z nich osiągało potem najwyższe stanowiska w imperialnej biurokracji, np. Wielkiego Kanclerza. Nazwę można przetłumaczyć jako „Akademia Lasu Pędzli” (używanych do pisania).
Akademię założył cesarz Tang Xuanzong w 738, jako ciało doradcze, mające proponować rozwiązania różnych problemów trapiących cesarstwo i pomagać cesarzowi w codziennym sprawowaniu rządów. W ten sposób zorganizował on w formalny sposób grupę doradców, służących cesarzom tangowskim od początku dynastii. Wśród tych tzw. daizhao („oczekujących poleceń”) uczonych byli specjaliści od pism klasycznych, alchemicy, kapłani taoistyczni i buddyjscy, wróżbici, szamani, kaligrafowie, malarze, lekarze, astrologowie, pisarze i poeci (np. Li Bai i Bai Juyi).
Akademia mieściła się wówczas w wewnętrznym pałacu cesarskim, a jej członkowie mieli bardzo bliski związek z dworem cesarskim. Do ich obowiązków należało przygotowywanie projektów edyktów cesarskich i doradzanie cesarzowi. 40% z nich osiągnęło stanowisko Wielkiego Kanclerza. W drugiej połowie dynastii Tang, członków akademii zaczęto rekrutować wśród najlepiej zdających egzaminy urzędnicze.
Za czasów songowskich akademicy nadal przygotowywali edykty, ale z prywatnych doradców cesarza stali się częścią regularnego, podzielonego na rangi, korpusu urzędniczego. Akademia (zwana wówczas Hanlin Xueshi Yuan) wciąż jeszcze mieściła się w prywatnym pałacu cesarskim, a ponad połowa akademików z czasem zostawała kanclerzami.
Instytucja ta została uznana za tak ważną, że także północne, pół-chińskie państwa ustanawiały swoje akademie: Liao po 947 (w XI w. akademicy tamtejsi m.in. tłumaczyli chińskie klasyki na język kitański), a Xixia w 1161. Także mongolska dynastia Yuan utrzymała ten urząd, a Kubilaj-chan zaaprobował nawet dodanie specjalnego biura ds. kompilacji oficjalnych historii poprzednich dynastii. Za czasów tej dynastii, na dworze istniały równolegle dwie akademie: drugą była Mongolska Akademia Hanlin (Menggu Hanlin Yuan), co było typowe dla ówczesnej, podwójnej, mongolsko-chińskiej struktury rządowej; mongolska akademia była ważna jako centrum tłumaczenia ważnych dokumentów rządowych z chińskiego na mongolski i odwrotnie.
Za dynastii Ming, Akademia Hanlin stała się jeszcze bardziej formalną instytucją, której poszczególni członkowie mieli dokładnie określone zadania jak np. przygotowywanie projektów edyktów, nauczanie książąt domu cesarskiego, kompilowanie oficjalnych kronik historycznych, czy pomoc cesarzom w ich studiach. Cesarze mingowscy w mniejszym stopniu polegali na konfucjańskiej biurokracji, a bardziej na osobistych sekretarzach i eunuchach, a ponieważ wielu sekretarzy wywodziło się z akademików, a nie biurokracji prowincjonalnej, między akademią a wykonawczą częścią aparatu państwowego było spore napięcie.
Dynastia Qing przejęła model akademii mingowskiej. Rekrutowano do niej uczonych z trzech najwyższych poziomów najwyższego stopnia egzaminacyjnego, jinshi. Absolwenci najwyższego poziomu otrzymywali automatycznie stanowisko redaktorów wyższego (xiuzhuan) i niższego szczebla (bianxiu); niższych poziomów - stanowiska asystentów (shujishi), którzy po trzech latach, po nabraniu doświadczenia, mogli dalej awansować (system ten był stosowany już za Mingów). Także w tym czasie akademia służyła jako rezerwuar kadr dla najwyższych urzędów jak Sekretariatu Cesarskiego czy najbliższych doradców i kanclerzy cesarskich. Wśród najsławniejszych akademików qingowskich są m.in. Lin Zexu, Zeng Guofan czy Zhang Zhidong.
W 1900 część ogromnej biblioteki Akademii została zniszczona przez pożar, wzniecony przez bokserów, którzy usiłowali podpalić sąsiadującą dzielnicę ambasad. Po nadejściu odsieczy, biblioteka została obrabowana przez siły interwencyjne.